# Cyclophora orbicularium
Cyclophora orbicularium är en fjärilsart som beskrevs av Hans Daniel Johan Wallengren 1874. Cyclophora orbicularium ingår i släktet Cyclophora och familjen mätare. Inga underarter finns listade i Catalogue of Life.